# Aeroportul Gualeguaychú
Aeroportul Gualeguaychú (IATA: GHU, ICAO: SAAG) este un aeroport din Provincia Entre Ríos, Argentina. Aeroportul a fost tranzitat în martie 2021 de 0 pasageri.
Situat la o altitudine de 22 m, aeroportul dispune de o singură pistă.